# Ара Сен Ларбје
Ара Сен Ларбје (фр. ArraSaint-Larrebieu) насеље је и општина у југозападној Француској у региону Аквитанија, у департману Атлантски Пиринеји која припада префектури Олорон Сен Мари.
По подацима из 2011. године у општини је живело 96 становника, а густина насељености је износила 12,7 становника/km². Општина се простире на површини од 7,56 km². Налази се на средњој надморској висини од 173 метара (максималној 299 m, а минималној 132 m).

## Демографија
| 1962. | 1968. | 1975. | 1982. | 1990. | 1999. | 2011. |
| ----- | ----- | ----- | ----- | ----- | ----- | ----- |
| 173   | 144   | 128   | 131   | 123   | 105   | 96    |

График промене броја становника у току последњих година